# Phyllis Bluntson
Phyllis Bluntson (* 24. April 1959) ist eine ehemalige US-amerikanische Hochspringerin.
1987 wurde sie Fünfte bei den Panamerikanischen Spielen in Indianapolis und schied bei den Leichtathletik-Weltmeisterschaften in Rom in der Qualifikation aus.
Ihre persönliche Bestleistung von 1,93 m stellte sie am 26. Juni 1987 in San José auf.